# 山縣正郷
山県 正郷（やまがた まさくに/せいごう、旧字体：山縣正鄕、1891年（明治24年）2月15日 ‐ 1945年（昭和20年）3月17日）は、日本の海軍軍人。最終階級は海軍大将。

## 生涯
山口縣出身。山口縣立徳山中學校を経て1911年（明治44年）7月、海軍兵学校39期を席次5番で卒業。伊藤整一、遠藤喜一、高木武雄、そして山縣本人も含めたこの期の4大将は全員中将で戦死し、死後に大将に特進している。
遠洋航海を終えて1912年（明治45年）3月より香取乗組に任じられ、砲術・水雷学校生徒を挟んで宗谷・扶桑・子日・平戸・浜風に相次いで乗組んだ。この間は主に水雷担当が多く、のちに航空に転じても戦闘機・偵察機より爆撃機・雷撃機を重視したことの下地になっている。
1917年（大正6年）12月、大尉に進級すると海軍大学校乙種に入校。翌年4月に水雷学校高等科に転じ、軍政・軍令よりも現場で水雷術を極めることを決意する。優等で卒業後も欅乗組・吾妻分隊長・矢風水雷長・有明駆逐艦長と水雷一筋に励んでいる。
1922年（大正11年）12月に海軍大学校甲種に入校し、さらに水雷術に磨きをかけた。卒業後も山城水雷長・横須賀工廠造兵部検査官・佐世保工廠総務部員として魚雷開発・製造の現場で研究を積み、水雷屋として将来を嘱望される身となった。昭和2年より1年半にわたってイギリスに出張し、造兵監督官として魚雷に加えて機雷・爆雷の研究や掃海術の見聞を深めた。
水雷屋一本槍だった山縣が航空に転じるのは、大佐昇進を目前にした1932年（昭和7年）の人事異動である。航空本部に出仕を命じられ、総務部員に迎え入れられた。海軍の傍流である航空に違和感を覚えていた山縣だったが、同じく水雷出身の松山茂航空本部長が航空雷撃の実現を目指して研究を推進していたことから、率先して航空魚雷と雷撃機の計画に参入するようになった。松山や山縣の努力の結晶が、のちに世界初の渡洋爆撃を達成する「中攻」こと96式陸上攻撃機である。
1934年（昭和9年）11月の定期異動で、山縣は最初で最後の艦長職を空母鳳翔で勤める。鳳翔には第一次上海事変・日華事変で戦果を出してはいたが、山縣が着任していた期間は日中関係が膠着しており、実戦に投入されることなく、上海方面への示威航海を一度実施しただけで平穏な日々を過ごしている。
1935年（昭和10年）の定期異動で航空廠総務部長として指導的立場となる。さらに1936年（昭和11年）に海軍大学校に招聘され、航空教官となった。当時の大学校では、前任の航空教官だった加来止男中佐が主張する航空主兵論に対する反発が強かった。加来の後継者となった山縣は、研究者・現場指揮者の経験を踏まえ、さらに航空主兵論を具体的に考察し、指導した。やがて大西瀧治郎や別府朋明ら航空現場上がりの後輩が出世し、山縣を支持する勢力となった。
教官時代から航空本部員時代にかけての昭和11-13年頃には、漸減邀撃作戦に航空兵力をフル活用する講演を重ね、戦艦不要論・基地航空隊拡充・飛行艇支援艦艇の採用など、斬新な航空兵力強化を提言した。ただし、雷撃機・爆撃機優先の傾向が強く、陸上基地で運用する大型陸上機に使命を託す論調が強かったため、山縣から軽視された空母戦闘機の隊員からは不評であった。
また、ドイツ空軍創立に影響を受けた陸軍から空軍独立の提案が出された際には、航空屋としては歓迎だが、空軍が活躍すれば海軍が不要になる結果を生ずる以上、海軍組織を維持するためには空軍独立を認めない見解を示し、航空主兵論者を落胆させた。また、空軍設立を提案する以上は、目視目標がない洋上での航空術を陸軍飛行隊にも施すべきとする難題を陸軍にぶつけ、空軍独立を断念させる原因を作った。
1938年（昭和13年）に少将へ昇進し、部隊司令官となる。華南駐留航空隊として艦載機で編制した第3連合航空隊司令官に任じられ、華南方面で爆撃・偵察を推進した。
1940年（昭和14年）12月にまたも航空本部に戻り、総務部長として1940年（昭和17年）3月まで航空隊編制・新型機開発を指導した。この時、海軍省から配当される兵器用資材が艦政本部に掌握され、航空本部に必要量が回されないことに業を煮やし、航空本部独自の資材調達ルートを確立させるため「児玉機関」をフル活用したといわれる。
昭和17年4月にラバウルの第26航空戦隊司令官に任じられたが、これが山縣にとって最後の航空部隊指揮となった。着任から1ヵ月後、中将に昇進したものの、中将が指揮すべき航空艦隊司令長官はすべて満席で、1943年（昭和18年）6月に山縣は高雄警備府司令長官に回された。戦場からはるか後方の台湾は平穏そのものであった。
しかしこの年、オーストラリアに脱出していたマッカーサーは反攻の準備を整え、フィリピン奪還に向けて活動を始めた。そこで海軍は、反攻ルートと想定される西ニューギニアに第9艦隊、東インドネシアに第4南遣艦隊を新設し、マッカーサーを正面から迎え撃つことにした。11月、第9艦隊を遠藤喜一、第4南遣艦隊を山縣に指揮させることにし、上海と台湾で平穏に過ごしていた39期コンビはいきなり最前線指揮官に引きずり出された。
1944年（昭和19年）5月、マッカーサーは遠藤率いる第9艦隊を全力で撃滅し、遠藤は玉砕した。次はわが身かと決意した山縣だったが、マッカーサーは半年の準備期間を経て、第4南遣艦隊が待ち受ける東インドネシアを無視し、フィリピンに直接上陸した。山縣以下、第4南遣艦隊は遊兵化し、1945年（昭和20年）3月をもって戦局に何ら貢献することなく解散することが決まった。
帰国命令を受け、山縣は失意のうちに内地向けの輸送機に乗り込んだ。台湾に寄る予定だったが、飛行艇の乗組員達は米軍機動部隊が接近しているため無謀であると諫めていた。山縣が搭乗した九七式飛行艇は事故のために中国大陸の福州付近に不時着した。3月17日、虜囚の辱めを受けざる決意をした山縣は自決し、大本営はこれを戦死と見なして大将に特進して追悼した。海南島から台湾へ向けて飛行中、台湾が空襲されたことから上海へ向かうも燃料切れで日本軍支配地域外へ不時着したことから中国兵に包囲されて山縣は割腹自殺し、この件を報道した蒋介石政府の公報では「みごとな日本武将の最期である」とされたという。
1945年（昭和20年）10月4日、死去につき祭資並びに幣帛が下賜された。

## 栄典
位階
- 1932年（昭和7年）12月28日 - 従五位[5]
- 1938年（昭和13年）2月1日 - 正五位
- 1942年（昭和17年）5月15日 - 従四位
- 1945年（昭和20年）3月17日 - 従三位

勲章等
- 1939年（昭和14年）11月13日 - 勲二等瑞宝章[6]